# 学校法人九里学園 (埼玉県)
学校法人九里学園（がっこうほうじんくのりがくえん）は埼玉県さいたま市南区に本部をおく学校法人。
山形県米沢市にある「九里学園高等学校」とは関係がない。

## 沿革
- 1946年5月 - 九里總一郎が埼玉県浦和市（現:さいたま市浦和区）岸町4-111番地に九里珠算研究塾を創立。
- 1949年5月 - 埼玉県知事の認可を得て浦和実業専門学院を設立。本科・経理科を設置。
- 1956年4月 - 浦和実業専門学院に商科・夜間部を新設。
- 1959年12月 - 学校法人浦和実業学園を組織。
- 1963年4月 - 埼玉県知事の認可を得て埼玉県浦和市(現:さいたま市南区)文蔵3-9-1番地に浦和実業学園商業高等学校を設立。商業科課程を設置。
- 1968年8月 - 静岡県南伊豆町下賀茂85-2番地に校外教育施設みなみの荘を開設。
- 1974年4月 - 浦和実業学園商業高等学校に普通科課程を新設。
- 1975年4月 - 浦和実業学園商業高等学校の校名を浦和実業学園高等学校に改称。
- 1977年6月 - 学校法人浦和実業学園の法人名を学校法人九里学園に改称。
- 1987年4月 - 文部大臣の認可を得て埼玉県浦和市(現:さいたま市緑区)大崎3551番地に浦和短期大学を設立。経営科・英語科を設置。
- 1997年4月 - 浦和短期大学に福祉科（社会福祉専攻・介護福祉専攻）を新設。
- 2003年4月 - 文部科学大臣の認可を得て埼玉県さいたま市緑区大崎3551番地に浦和大学を設立。総合福祉学部を設置。浦和短期大学の校名を浦和大学短期大学部に改称。経営科の学科名を経営情報科に、英語科の学科名を英語コミュニケーション科に改称。
- 2004年4月 - 浦和大学短期大学部福祉科社会福祉専攻を廃止。福祉科の学科名称を介護福祉科に改称。
- 2005年4月 - 埼玉県知事の認可を得てさいたま市南区文蔵3-9-1番地に浦和実業学園中学校を設立。
- 2007年4月 - 浦和大学にこども学部こども学科を新設。浦和大学短期大学部経営情報科、英語コミュニケーション科の学生募集を停止。
- 2021年浦和大学短期大学部学生募集停止[1]。
- 2022年浦和大学短期大学部廃止。

## 設置校
- 浦和大学
- 浦和実業学園中学校・高等学校

## 過去に設置していた学校
- 浦和大学短期大学部

## 歴代理事長
| 代    | 氏名       | 就任時期        | 略歴     |
| ----- | ---------- | --------------- | -------- |
| 初代  | 九里總一郎 | 1959年 - 2005年 | 創立者   |
| 第2代 | 九里幾久雄 | 2006年 - 2012年 | 歴史学者 |
| 第3代 | 牧野眞一   | 2012年 - 2017年 |          |
| 第4代 | 久田 有    | 2017年 -        |          |